# Björksplintvivel
Björksplintvivel (Magdalis carbonaria) är en skalbaggsart som först beskrevs av Carl von Linné 1758.  Björksplintvivel ingår i släktet Magdalis, och familjen vivlar. Arten är reproducerande i Sverige.

## Bildgalleri

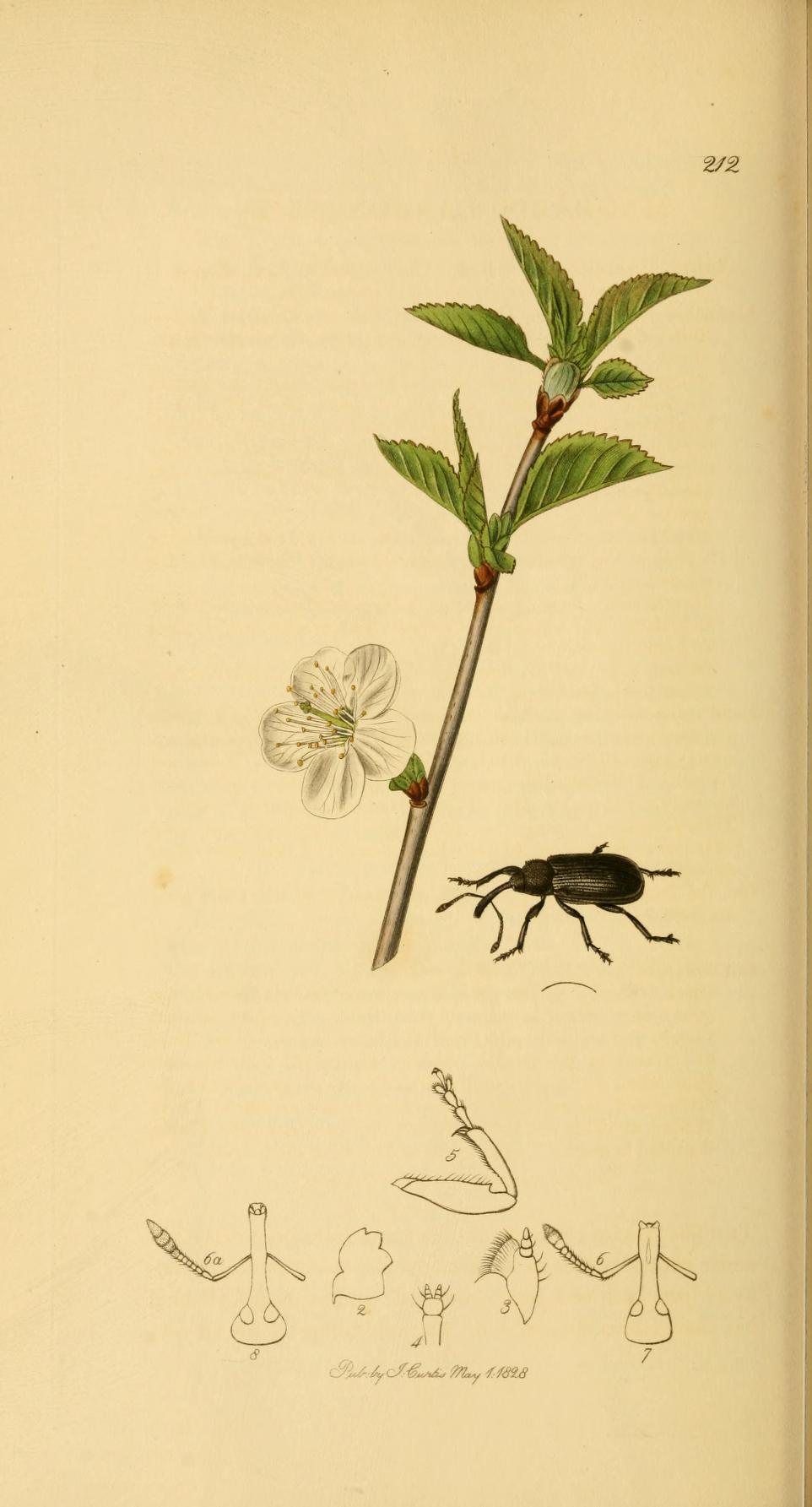